# الاستقلاب الجنيني
يستهلك الجنين الجلوكوز بصورة رئيسية لتوليد الطاقة، ويكون لديه معدل عال لتخزين الدهن والبروتين، ويصنع معظم الدهن إن لم يكن كله من الجلوكوز بدلا من امتصاصه من دم الأم. 
بالإضافة لهذه العموميات فهناك بعض المشكلات الخاصة بالاستقلاب الجنيني والمتعلقة بالكالسيوم، والفوسفات، والحديد، وبعض الفيتامينات.

## استقلاب الكالسيوم والفوسفات
بدراسة معدلات تراكم الكالسيوم والفوسفات في الجنين نجد أن حوالي 22. 5 جراما من الكالسيوم، و13. 5 جراما من الفسفور تتراكم في الجنين الوسطي أثناء مدة الحمل. ويتم حوالي نصف هذا التراكم أثناء الشهور الأربعة الأخيرة من الحمل، ويتطابق ذلك أيضا مع فترة التعظم السريع لعظام الجنين وكذلك مع فترة الزيادة السريعة لوزن الجنين. 
تكون العظام خلال الجزء المبكر من حياة الجنين غير متعظمة نسبيا وهي بصورة رئيسية ذات أصل غضروفي. 
في الواقع لا تبين صور الأشعة السينية في العادة أي تعظم حتى الشهر الرابع من الحمل تقريبا. 
يلاحظ بصورة خاصة بأن الكميات الكلية من الكالسيوم والفوسفات التي يحتاجها الجنين أثناء الحمل لا تمثل إلا حوالى 1:50 من كمية هذه المواد في عظام الأم. ولهذا فإن ذلك يمثل أقل نزح ممكن لهذه المواد من الأم أثناء الحمل. ولكن يحصل نزح أكثر من ذلك بكثير بعد الولادة وأثناء الرضاعة.

## تراكم الحديد
أيضا الحديد يتراكم في الجنين بسرعة أكبر نوعا ما من تراكم الفوسفات والكالسيوم. ويكون معظم الحديد بشكل هيموجلوبين الذي يبدأ بالتكون مبكرا عند الأسبوع الثالث بعد عملية إخصاب البويضة، وتركز كميات صغيرة من الحديد في بطانة الرحم السابقة للحيض وحتى قبل انغراس البويضة، ويدخل هذا الحديد إلى الجنين بواسطة الخلايا الجنينية للتكوين المبكر لخلايا الدم الحمراء، ويخزن في كبد الجنين كامل النمو حوالي ثلث الحديد اعتياديا. ويمكن استعمال هذا الحديد بعد ذلك لعدة أشهر بعد ولادة الوليد لتكوين هيموجلوبين إضافي خلال الشهور الأولى في حياته.

## استهلاك الفيتامينات وخزنها
يحتاج الجنين إلى نفس كمية الفيتامينات التي يحتاجها البالغ وفي بعض الحالات لأكثر من ذلك أيضا. 
بصورة عامة تعمل الفيتامينات في الجنين بنفس الطريقة التي تعمل بها لدى البالغين. 
فيما يلي بعضا من الوظائف الخاصة لعدد من الفيتامينات :
- فيتامين B - وخاصة الفيتامين B12 وحمض الفوليك - هما ضروريان لتكوين خلايا الدم الحمراء، وتكوين [[نسيج عص

بي]]، وكذلك للنمو العام للجنين. 
- فيتامين C ضروري للتكوين المناسب للمواد الخلالية بين الخلايا، وخاصة في النسيج العظمي وألياف النسيج الضام.
- ويحتمل أن يكون الفيتامين D ضروريا لنمو العظام السوي في الجنين، ولكن الأهم من ذلك هو أن الأم تحتاجه للامتصاص الكفوء للكالسيوم من السبيل المعدي المعوي.

فإذا كان للأم مقدار وافر من هذا الفيتامين في سوائل جسمها فإن كميات كبيرة منه تخزن في كبد الجنين ليستعمله الوليد لعدة أشهر بعد ولادته.
- وبالرغم من أن وظيفة الفيتامين E غير واضحة، فهو ضروري للتطور المبكر السوي للجنين. وعند غيابه في الحيوانات التجريبية يحدث الإجهاض التلقائي في العادة في عمر مبكر للجنين.
- ويستعمل فيتامين K في كبد الجنين لتكوين العامل السابع، والبروثرومبين، وعدة العوامل التخثرية الأخرى.

عندما لا يكون فيتامين K كافيا لدى الأم، ينقص كل من العامل السابع والبروثرومبين في الجنين والأم أيضا. 
لما كان معظم الفيتامين K يتولد بفعل الجراثيم في القولون، فلن يكون للوليد مصدر مناسب للفيتامين K خلال الأسبوع الأول من حياته أو ما يقارب ذلك إلى أن يتكون النبيت الجرثومي القولوني الاعتيادي. ولهذا فإن خزن كمية قليلة على الأقل من الفيتامين K قبل الولادة في كبد الجنين والمستمد من الأم يساعده كثيرا في منع النزيف، وبصورة خاصة النزيف في الدماغ عند إصابة الرأس بالرضح عند انضغاطه خلال ممر الولادة.